# Serbische Faustballnationalmannschaft der Frauen
Die serbische Faustballnationalmannschaft der Frauen ist die von den serbischen Nationaltrainern getroffene Auswahl serbischer Faustballspielerinnen. Sie repräsentieren Fistball Savez Srbije (FBSS) auf internationaler Ebene bei Veranstaltungen der European Fistball Association und International Fistball Association.

## Internationale Erfolge
Bei der Faustball-Weltmeisterschaft 2018 in Österreich hat Serbien zum ersten Mal mit einer Frauennationalmannschaft an einem internationalen Wettbewerb teilgenommen.

### Weltmeisterschaften
- 2018 in  Österreich: 8. Platz (von 11)
- 2021 in  Österreich: 5. Platz (von 8)[1]

### Europameisterschaften
| - 2019 in Tschechien: 4. Platz (von 9) - 2023 in Österreich: |

## Aktueller Kader
Kader bei der Faustball-WM 2018 in Österreich:
| Nr.            | Name            | Verein  |         |         |         |         |         |
| Angriff        | Angriff         | Angriff | Angriff | Angriff | Angriff | Angriff | Angriff |
| -------------- | --------------- | ------- | ------- | ------- | ------- | ------- | ------- |
| 3              | Milica Loncar   | SRB     |         |         |         |         |         |
| 5              | Jelena Kokolj   | SRB     |         |         |         |         |         |
| 6              | Kassandra Hagen | SRB     |         |         |         |         |         |
| 10             | Lara Vukovic    | SRB     |         |         |         |         |         |
| Abwehr/Zuspiel |                 |         |         |         |         |         |         |
| 1              | Milica Stakic   | SRB     |         |         |         |         |         |
| 2              | Dunja Tatic     | SRB     |         |         |         |         |         |
| 4              | Bojana Katic    | SRB     |         |         |         |         |         |
| 7              | Milica Vujovic  | SRB     |         |         |         |         |         |
| 8              | Tijana Olvic    | SRB     |         |         |         |         |         |
| 9              | Ksenija Peric   | SRB     |         |         |         |         |         |

## Trainer
| Name            | Funktion       |
| --------------- | -------------- |
| Ivan Milenkovic | Trainer        |
| Edi Hagen       | Co-Trainer     |
| Slavi Hagen     | Team Managerin |